# Guta von Habsburg
Guta von Habsburg, Juta Habsurżanka (ur. 13 marca 1271 w Rheinfelden, zm. 18 czerwca 1297 w Pradze) – królowa czeska.
Guta była córką Rudolfa I Habsburga i Gertrudy von Hohenberg. Już jako pięcioletnie dziecko stała się obiektem planów politycznych ojca, który w ramach układów pokojowych w Wiedniu z królem czeskim Przemysłem Otokarem II uzgodnił, że Guta lub jedna z jej sióstr poślubi pięcioletniego królewicza Wacława. Formalne zaręczyny nastąpiły w 1279 r., a ślub w 1285 r. w Chebie. Po chebskich uroczystościach Rudolf zabrał córkę ze sobą do Niemiec pod pretekstem zepsucia panującego na praskim dworze. Chodziło mu o związek królowej wdowy Kunegundy Halickiej z Zawiszą z Falkenštejnu.
W 1287 r. Wacław II przygotowywał swoją koronację, która jednak wówczas nie nastąpiła i z tej okazji udało mu się sprowadzić żonę do Czech. Guta podobnie, jak jej ojciec, nienawidziła Zawiszy z Falkenštejna. Udało jej się doprowadzić do jego uwięzienia. Popierała także ekspansję Czech w kierunku północnym. Guta niemal przez całe małżeństwo była w ciąży. W ciągu 10 lat urodziła 10 dzieci, w tym raz bliźnięta. Dopiero w 1297 r. odbyła się koronacja królewska Wacława i Guty. Królowa źle się czuła po niedawnym porodzie. Długie uroczystości dodatkowo nadszarpnęły jej zdrowie. Zmarła dwa tygodnie po koronacji.
Guta i Wacław II mieli dziesięcioro dzieci:
- Przemysła (ur. 6 maja 1288, zm. 19 listopada 1288),
- Wacława III (ur. 6 października 1289, zm. 4 sierpnia 1306),
- Agnieszkę (ur. 6 października 1289, zm. 1296) – wydanej za Ruprechta z Nassau,
- Annę (ur. 15 października 1290, zm. 3 września 1313) – wydanej za księcia Henryka Karynckiego,
- Elżbietę (ur. 20 stycznia 1292, zm. 28 września 1330) – wydanej za Jana Luksemburskiego,
- Gutę (ur. 4 marca 1293, zm. 3 sierpnia 1294)
- Jana (ur. 26 lutego 1294, zm. 1 marca 1294)
- Jana (ur. 21 marca 1295, zm. 6 grudnia 1296)
- Małgorzatę (ur. 21 lutego 1296, zm. 8 kwietnia 1322) – wydanej za księcia legnicko-brzeskiego Bolesława III Rozrzutnego.
- Gutę (ur. 21 maja 1297, zm. 21 maja 1297 lub niedługo później).